# 巴里的圣尼各老圣殿 (布宜诺斯艾利斯)
巴里的圣尼各老圣殿（Basílica de San Nicolás de Bari）是一座罗马天主教宗座圣殿，位于阿根廷布宜诺斯艾利斯圣菲大道1364号，供奉巴里的圣尼各老。最初的教堂建于1733年，位于科连特斯大道。 1931年因拓宽马路而拆除，重建于现址。1935年11月29日开放，1937年封为宗座圣殿。

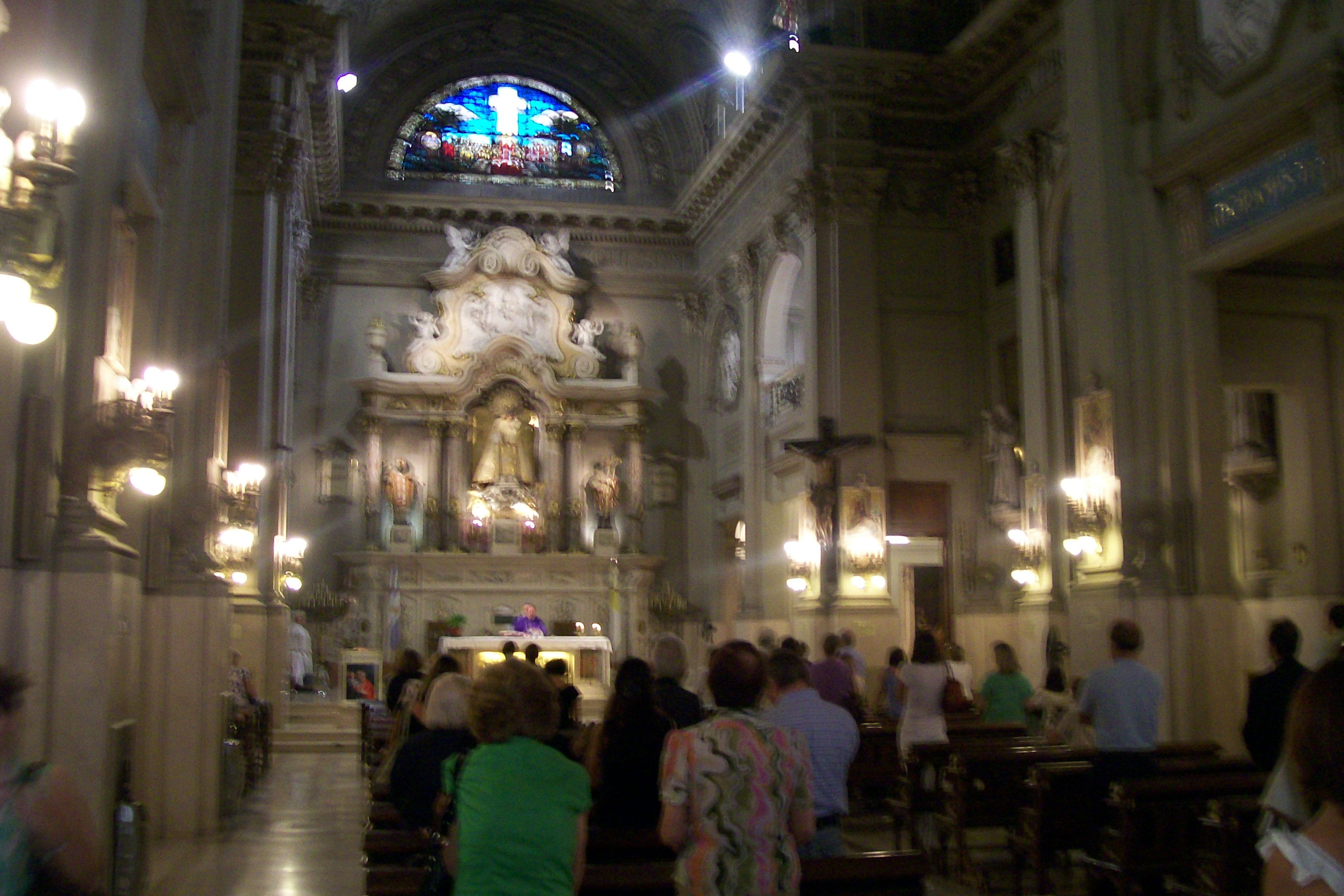
内部
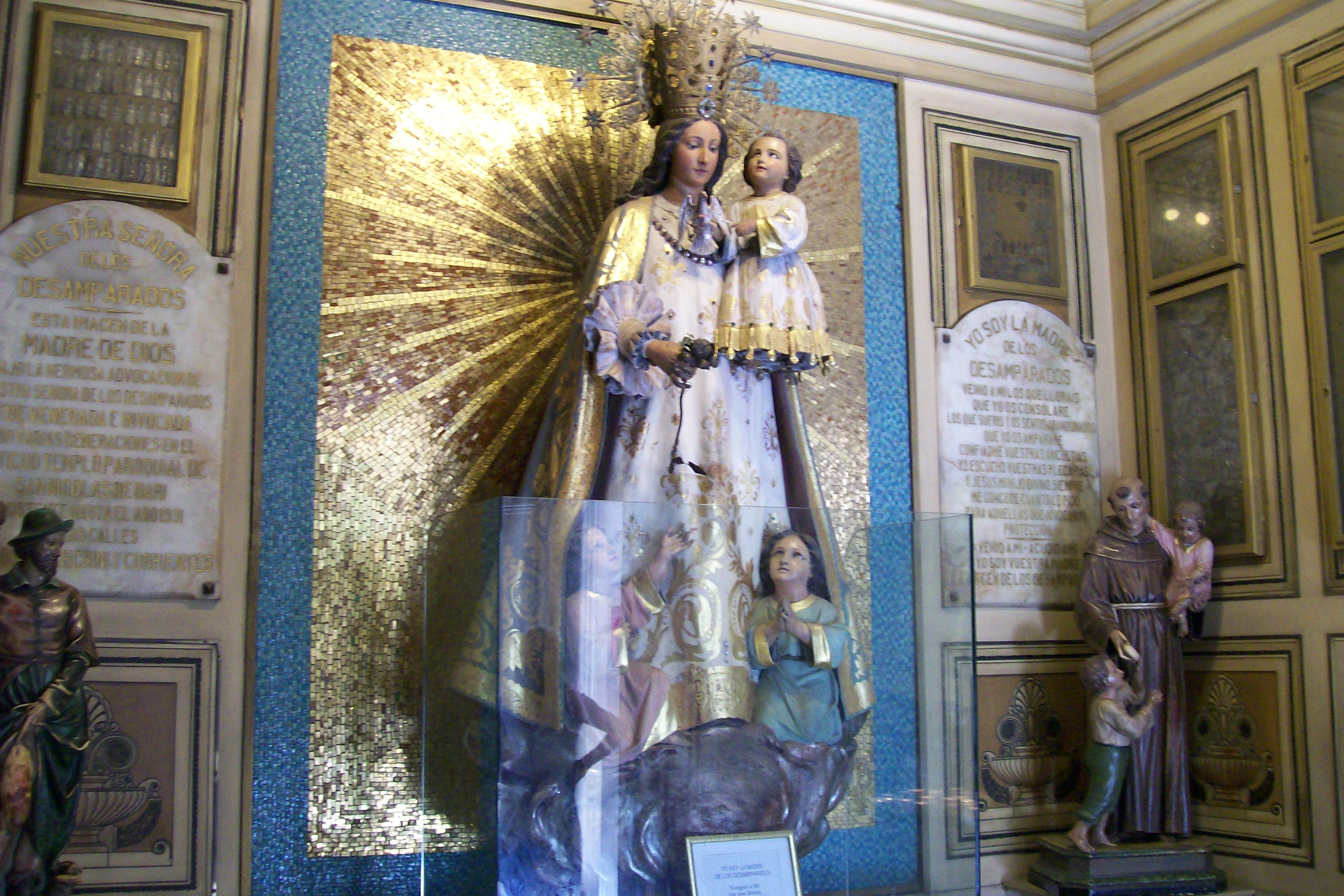
圣母像
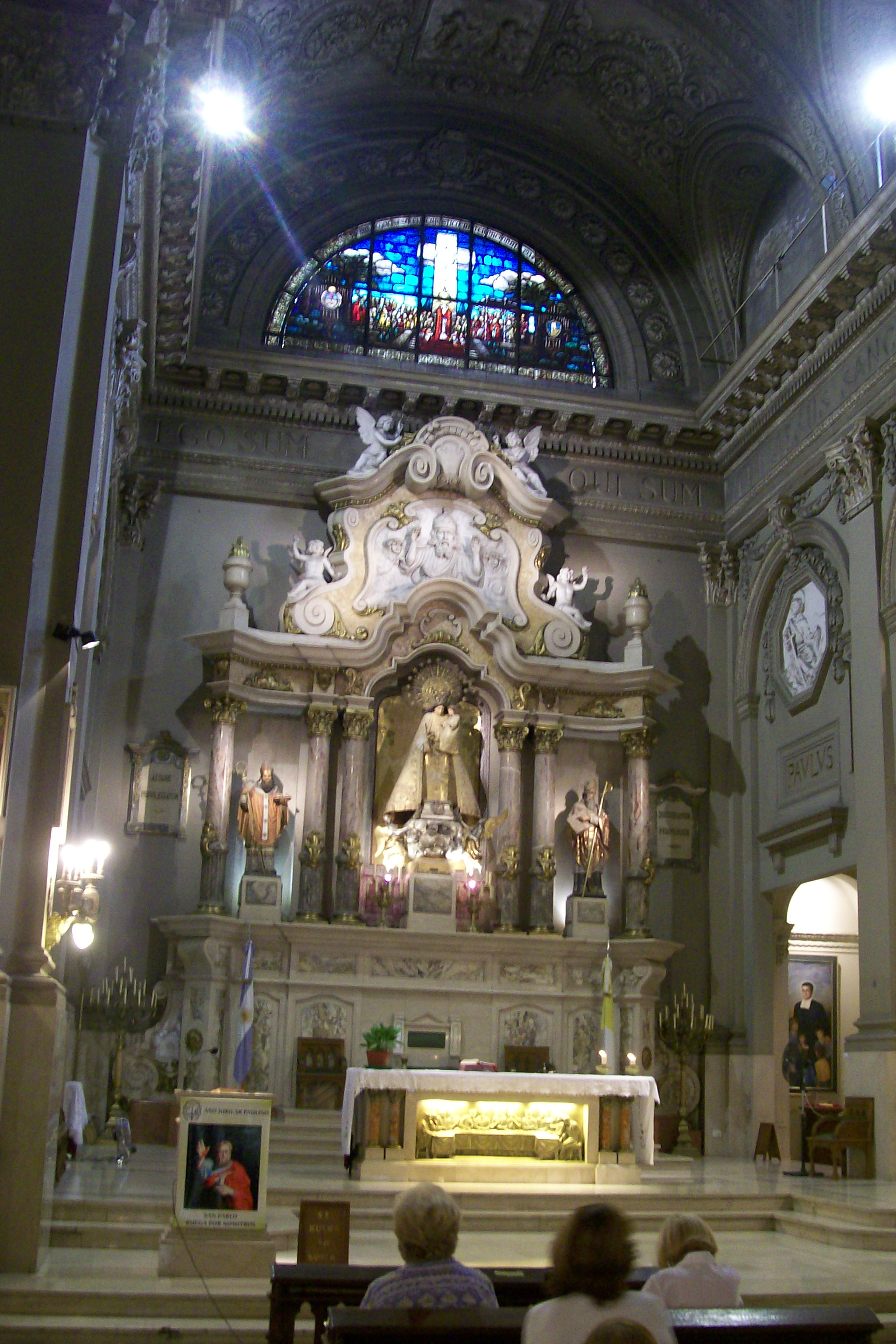
祭台
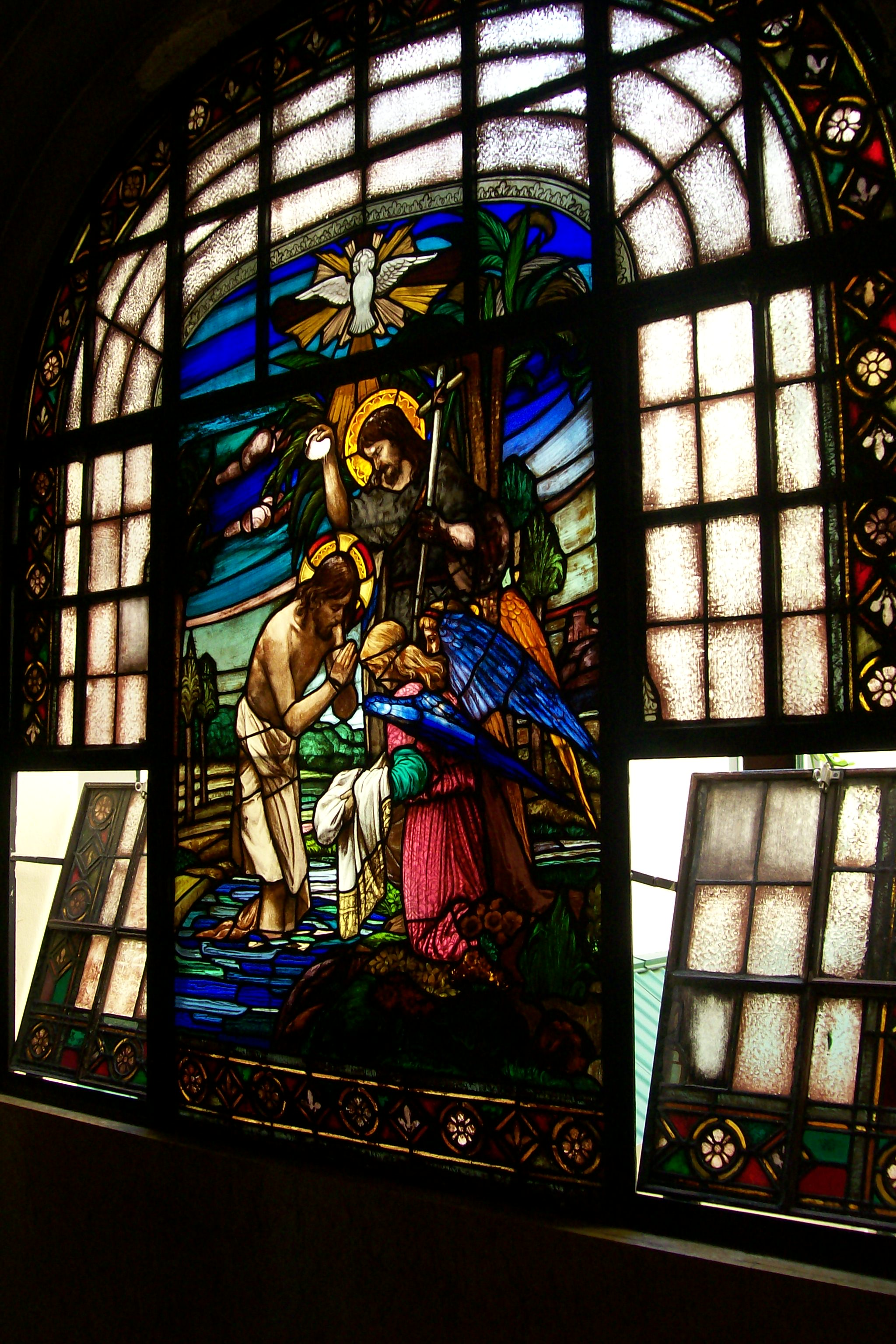
花窗玻璃
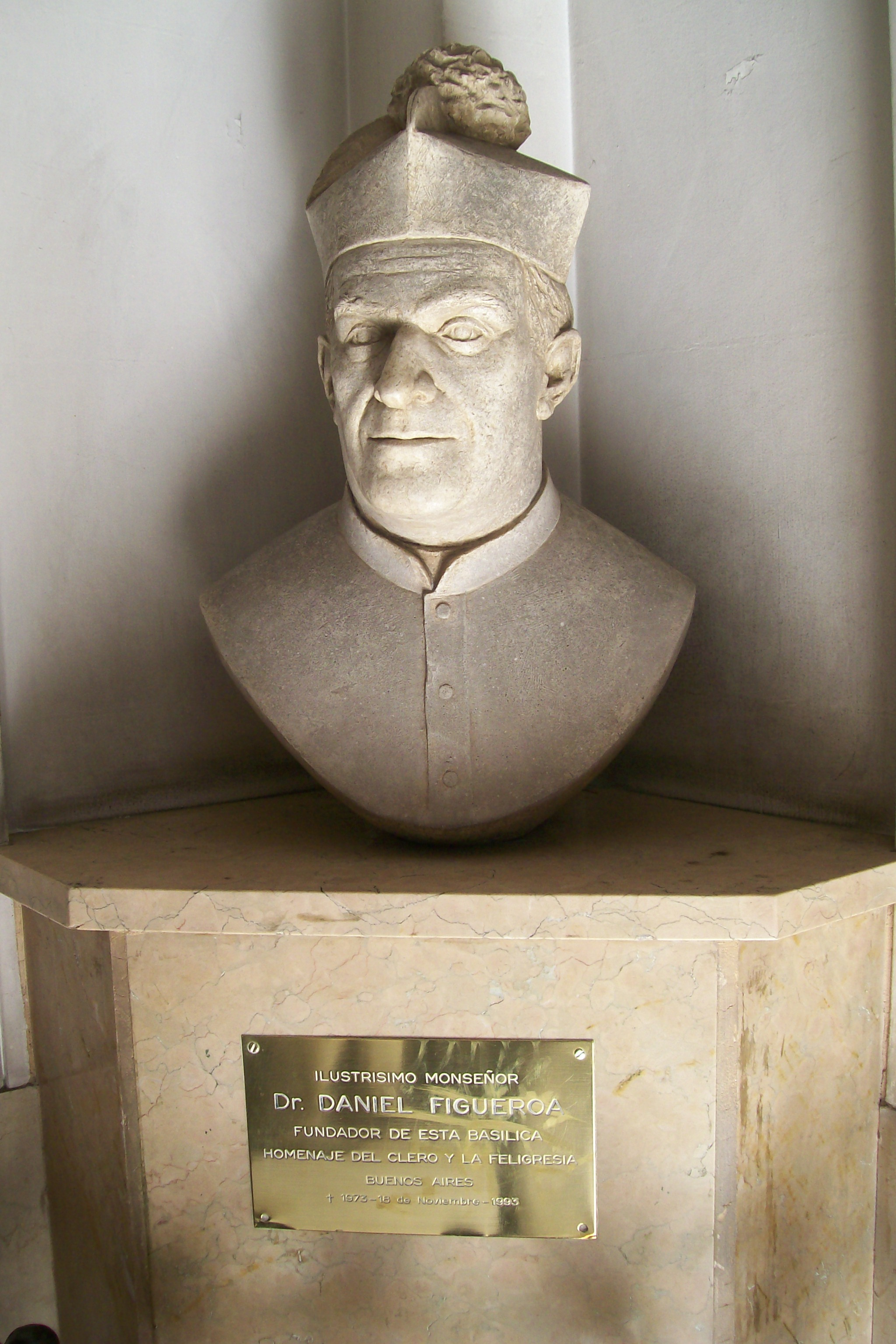
创建教堂的主教